# Kyūgō
Kyūgō (japanisch 九號) ist eine japanische Mangaka. Ihre bisher am längsten laufende Serie Acid Town wurde in mehrere Sprachen übersetzt.

## Werdegang und Werk
Der erste von Kyūgō kommerziell veröffentlichte Band ist You & Me, Etc. von 2008. Die Geschichte erschien zuvor seit 2006 im Magazin Rutile und kam 2014 auch auf Deutsch heraus. Es folgten weitere Serien, darunter ab 2009 Acid Town, das bisher sechs Bände umfasst und als erste Serie Kyūgōs 2012 vom Carlsen Verlag auf Deutsch herausgegeben wurde. Bei dem Verlag wurden auch alle weiteren bisher mit deutscher Fassung erschienenen Werke Kyūgōs lizenziert. Neben dem noch nicht abgeschlossenen Acid Town brachte die Zeichnerin regelmäßig kurze Serien oder Kurzgeschichten heraus, einige davon auch in Anthologien mit anderen Comicschaffenden. Seit 2021 läuft zudem die länger angelegte Serie Monster im Schafspelz, von der für 2025 eine deutsche Fassung angekündigt ist.
Fast alle Mangas von Kyūgō erzählen über gleichgeschlechtliche Liebe zwischen Männern, sind also dem Genre Boys Love zuzuordnen. Es handelt sich in der Regel um dramatische oder komische Geschichten im modernen Alltag, selten auch erotischer oder pornografischer Natur. Neben den kommerziell veröffentlichten Arbeiten produzierte Kyūgō, insbesondere in den 2000er Jahren, auch viele Dōjinshi, Fancomics zu Werken anderer Künstler, und ist Teil des Dōjinshi-Zirkels „Ninekoks“. Diese sind ebenfalls meist homoerotischen Inhalts (Yaoi) und widmen sich den bekannten Serien Fullmetal Alchemist, Dia no Ace, Gin Tama, One Piece und Sengoku Basara.

## Bibliografie (Auswahl)
- You & Me, Etc. (僕らにまつわるエトセトラ Bokura ni Matsuwaru Et Cetera., 2006–2008, 1 Band)
- Acid Town (seit 2009, 6 Bände)
- Undeniable (僕らはそれを否定できない Bokura wa Sore o Hitei Dekinai, 2013, 1 Band)
- Hōrō Inu to Mayoi Neko (放浪犬と迷い猫, 2018, 1 Band)
- Hōtōmusuko to Koi no Ana (放蕩息子と恋の穴, 2018, 1 Band)
- Monster im Schafspelz (羊の皮を着たケモノ Hitsuji no Kawa wo Kita Kemono, seit 2021, 2 Bände)